# V700 Monocerotis
V700 Monocerotis (V700 Mon / MWC 147 / HD 259431) es una estrella en la constelación de Monoceros, el unicornio, de magnitud aparente +8,81.
Su distancia respecto al sistema solar es incierta; aunque a partir de las medidas del satélite Hipparcos se ha sugerido que puede estar a 945 años luz, su localización en la nube NGC 2247 es más consistente con una distancia de 2600 años luz.

## Características
V700 Monocerotis es una estrella Herbig Be de unos 500 000 años de edad que todavía no ha entrado en la secuencia principal y está en fase de crecimiento, incorporando material del exterior. Numerosas observaciones sugieren la existencia alrededor de la estrella de un disco circunestelar y una envoltura exterior más extendida. La parte interna del disco posee una alta temperatura, en torno a varios miles de K, con una disminución acusada de la temperatura conforme aumenta la distancia a la estrella. La mayor parte de la radiación infrarroja emitida proviene del material que se encuentra a 1-2 UA de la estrella. Esto también implica que no puede existir polvo tan cerca de la estrella, ya que la energía irradiada por la estrella calienta y destruye los granos de polvo. El modelo que mejor se ajusta a las observaciones es el de un disco que se extiende hasta 100 UA, con la estrella incrementando su masa a razón de siete millonésimas de masa solar por año.
V700 Monocerotis tiene una compañera visual a 3,1 segundos de arco, equivalente a una separación proyectada de 2500 UA. Aunque también ha sido catalogada como una binaria espectroscópica con un período de menos de un año, mediciones posteriores no han podido confirmar este hecho.